# Gloria Foster
Gloria Foster (ur. 15 listopada 1933 w Chicago, zm. 29 września 2001) – amerykańska aktorka, występowała w roli Wyroczni w filmie Matrix.

## Filmografia
- 2003 Matrix Reaktywacja (The Matrix Reloaded) jako Oracle, Wyrocznia
- 2001 Christianity: The First Two Thousand Years jako narrator
- 1999 Matrix (The Matrix) jako Oracle, Wyrocznia
- 1993 Percy & Thunder (TV) jako Sugar Brown
- 1991 Separate But Equal jako Buster
- 1991 Miasto nadziei (City of Hope) jako Jeanette
- 1987 Leonard Part 6 jako Medusa
- 1985 The Atlanta Child Murders jako Camille Bell
- 1984 House of Dies Drear (TV) jako Sheila Small
- 1983 The Files on Jill Hatch jako Mrs. Hatch
- 1978 Top Secret jako Judith
- 1972 To All My Friends on Shore jako Serena
- 1972 Man and Boy jako Ivy Revers
- 1970 Mój anioł stróż (The Angel Levine) jako Sally
- 1967 Haiti – wyspa przeklęta (The Comedians) jako pani Philipot
- 1964 The Cool World jako Mrs. Custis
- 1964 Nothing But a Man jako Lee